# Tatau (district)
Tatau is een district in de Maleisische deelstaat Sarawak.
Het district telt 30.000 inwoners en beslaat 4900 km².